# Стадион Кускатлан
Стадион Кускатлан (шп. Estadio Cuscatlán) је вишенаменски стадион у граду Сан Салвадору, Салвадор. То је највећи стадион у Централној Америци са максималним капацитетом до 53.400 људи. Стадион је домаћи терен фудбалске репрезентације Салвадора и Алијанзе.

## Историја
Стадион у Кускатлану је прво био намењен као замена за, у то време, највећи стадион у Салвадору, Естадио Насионал де ла Флор Бланца (сада познат као Естадио Хорхе „Магико“ Гонзалес). Његово стварање омогућила је ЕДЕССА (Estadios Deportivos de El Salvador) која је 1969. године први предложила идеју о новом националном стадиону.
Изградња је почела 24. марта 1971. године, када је тадашњи председник Салвадора генерал Фидел Санчез Хернандез положио први камен. Након 5 година изградње, стадион је отворен и прва утакмица одржана је 24. јула 1976. На отварању стадиона шампион Немачке Бундеслиге Борусија из Менхенгладбаха је играла против репрезентације Салвадора, а утакмица је завршена резултатом 2 : 0 за немачку страну.
Дана 25. маја 1978, ЕДЕССА је пристала и потписала уговор о закупу стадиона на 599 година са KЛИМА-ом (Asociación de Clubes de Liga Mayor A'). Као резултат тога, KЛИМА је сада оператер стадиона и контролише који се догађаји тамо одржавају.

## Стадион
Стадион са капацитетом од 53.400 је највећи фудбалски стадион у Централној Америци.
Стадион Кускатлан је први фудбалски стадион у Централној Америци и Карибима који има велики ЛЕД екран на коме навијачи могу да виде акцију. Екран је висок 40 метара у висину и ширину. Са реализацијом идеје и радовима на постављању је почето 16. новембра 2007. а завршено је у марту 2008.
Модернизација стадиона се протеже и на терен, што укључује:
- Француски дренажни систем који омогућава да вода отиче са терена када пада прекомерна киша
- 6 система прскалица за самозаливање терена
- Просторије за домаће и гостујуће екипе, свака са својим тоалетом
- Увезена трава високог квалитета
- Разне В.И.П. боксови